# كريستوفر فيربست
كريستوفر فيربست هو لاعب كرة قدم بلجيكي في مركز نصف الجناح، ولد في 8 أكتوبر 1991. شارك مع منتخب بلجيكا تحت 19 سنة لكرة القدم. أما مع النوادي، فقد لعب مع آود هيفرلي لوفين وستاندارد لييج وسريع ميشيلين ولوميل يونايتد ونادي رويال شارلروا.

## وصلات خارجية
- كريستوفر فيربست على موقع قاعدة بيانات كرة القدم.إي يو (الإنجليزية)
- كريستوفر فيربست على موقع Soccerway.com (الإنجليزية)